# Лысенко, Михаил Алексеевич
Михаил Алексеевич Лысенко (род. 8 марта 1960 года) — российский политический деятель, глава администрации Энгельсского муниципального образования и Энгельсского муниципального района (2001—2010).

## Биография
Михаил Лысенко родился 8 марта 1960 года в Краснокутском районе Саратовской области в семье служащих.
После окончания школы № 1 города Энгельса, в 1977 году поступил в Саратовский экономический институт. На период обучения трудоустроился в Энгельсском информационно-вычислительном центре.
С 1979 по 1981 год был призван в ряды Вооружённых сил СССР. Службу проходил в Военно-воздушных войсках. Демобилизовавшись, продолжил обучение в институте, одновременно трудоустроился в структуры Энгельсского городского исполнительного комитета. Работал в централизованной бухгалтерии горздравотдела, затем был назначен заведующим отделом комплексного социально-экономического развития города, где проработал семь лет. В 1988 году сменил род деятельности, став директором Регионального техно-коммерческого центра.
Первым в городе Энгельсе масштабно занялся организацией городских пассажирских перевозок, в том числе — работой маршрутных такси.
В 1996 году избирается депутатом Энгельсского районного Собрания депутатов первого созыва. Затем был переизбран на второй (в 2001 году) и третий (в 2006 году) депутатские сроки.
В августе 2001 года большинством голосов депутатов избран Главой Энгельсского муниципального образования.
С 2006 года — Глава Энгельсского муниципального района. Под его руководством район два года подряд награждался переходящим штандартом Губернатора Саратовской области. В течение нескольких лет город Энгельс трижды признавался самым благоустроенным городом Саратовской области.
С 2006 года являлся председателем Ассоциации «Совет муниципальных образований Саратовской области».
В 2009 году был вновь переизбран на должность Главы Энгельсского муниципального района.
27 ноября 2010 года Лысенко был арестован по обвинению в заказном убийстве, создании банды и финансовых преступлениях. Следственные и судебные мероприятия длились четыре года. В результате судом присяжных Лысенко был признан виновным лишь по эпизоду взяточничества. Приговорен к семи с половиной годам колонии строгого режима и штрафу в размере более 3 млн руб.
В 2011 году совершила самоубийство его мать.
25 мая 2018 года Лысенко вышел на свободу, полностью отбыв срок лишения свободы.
Женат, воспитал двух сыновей.

## Награды
За значительный вклад в социально-экономическое развитие региона был награжден Почетным знаком Губернатора Саратовской области, а также за наибольший вклад в развитие архитектуры и строительства дипломом за победу в областном конкурсе «Хрустальный дом-2005».